# Lagertha

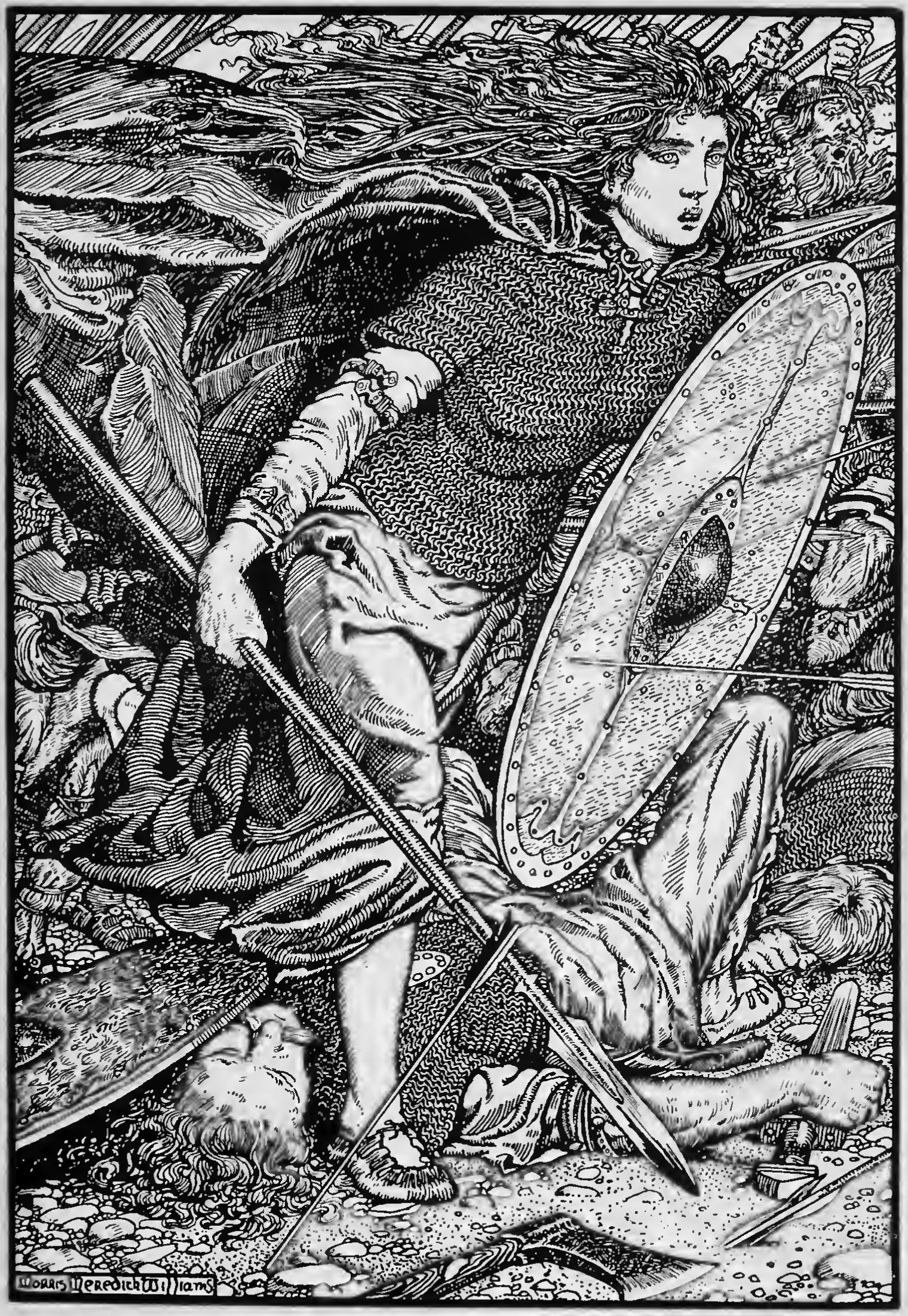
Voorstelling van Lagertha in een lithografie van Morris Meredith Williams (1913)

Lagertha (ook: Lathgertha, Ladgerda, Ladgertha, Lodgerda) was volgens de twaalfde-eeuwse overlevering van Saxo Grammaticus een noordse schildmaagd, een lokale heerseres in Noorwegen en de eerste echtgenote van de Noorse Viking Ragnar (Ragnar Lodbrok), die in de negende eeuw zou hebben geleefd. 
Voor haar historische bestaan is geen rechtstreeks bewijs. Sommige auteurs brengen haar in verband met de godin Thorgerd (Þorgerðr Hölgabrúðr) of de Walkuren.
Volgens de legende van Ragnar Lothbrok hield Lagertha van jagen. Zo ging ze vaak op jacht in haar vallei in Noorwegen waar ze heerste. Na de bruiloft met Ragnar, ging ze op al de veroveringstochten met hem mee. Lagertha hield echter zo veel van haar eigen land dat ze hunkerde naar haar vallei en uiteindelijk daar wou blijven. Ragnar zelf werd ongelukkig en onrustig en zette zijn vele veroveringstochten voort zonder haar.
In de serie Vikings (2013-2020) krijgt het personage Lagertha een pertinente hoofdrol. Lagertha wordt in de serie gespeeld door Katheryn Winnick.